# Phật giáo hệ phả

## Thời sơ khai
1. Phật Thích-ca Mâu-ni (sa. śākyamuni)

Mười đại đệ tử
1. Xá-lợi-phất (sa. śāriputra)
2. Mục-kiền-liên (sa. maudgalāyana)
3. Ma-ha-ca-diếp (sa. mahākāśyapa)
4. A-nậu-lâu-đà (sa. aniruddha)
5. Tu-bồ-đề (sa. subhūti)
6. Phú-lâu-na (sa. pūrṇa)
7. Ca-chiên-diên (sa. kātyāyana)
8. Ưu-ba-li (sa. upāli)
9. La-hầu-la (sa. rāhula)
10. A-nan-đà (sa. ānanda)

## Thiền tông hệ phả

### Thiền sư Ấn Độ
|    | Tiếng Phạn                   | Tiếng Trung                  | Tiếng Việt                    | Tiếng Nhật      | Tiếng Triều Tiên       |
| 1  | महाकश्यप / Mahākāśyapa         | 摩訶迦葉 / Móhējiāyè         | Ma-ha-ca-diếp                 | Makakashyo      | 마하가섭 / Mahagasŏp   |
| 2  | Ānanda                       | 阿難陀 / Ānántuó             | A-nan-đà                      | Anan            | 아난다 / Ananda        |
| 3  | Śānavāsa                     | 商那和修 / Shāngnàhéxiū      | Thương-na-hòa-tu              | Shonawashu      | 상나화수 / Sanahwasa   |
| 4  | Upagupta                     | 優婆掬多 / Yōupójúduō        | Ưu-ba-cúc-đa                  | Ubakikuta       | 우바국다 / Ubagupta    |
| 5  | Dhrtaka                      | 提多迦 / Dīduōjiā            | Đề-đa-ca                      | Daitaka         | 제다가 / Chedaga       |
| 6  | Miccaka                      | 彌遮迦 / Mízhējiā            | Di-dá-ca                      | Mishaka         | 미차가 / Michaga       |
| 7  | Vasumitra                    | 婆須密 / Póxūmì              | Bà-tu-mật                     | Bashumitsu      | 바수밀다 / Pasumilta   |
| 8  | Buddhanandi                  | 浮陀難提 / Fútuónándī        | Phật-đà-nan-đề                | Buddanandai     | 불타난제 / Pŭltananje  |
| 9  | Buddhamitra                  | 浮陀密多 / Fútuómìduō        | Phục-đà-mật-đa                | Buddamitta      | 복태밀다 / Puktaemilda |
| 10 | Pārśva                       | 婆栗濕婆 / Pólìshīpó         | Bà-lật-thấp-bà / Hiếp-tôn-giả | Barishiba       | 협존자 / Hyŏpjonje     |
| 11 | Punyayaśas                   | 富那夜奢 / Fùnàyèshē         | Phú-na-dạ-xa                  | Funayasha       | 부나야사 / Punayasa    |
| 12 | Ānabodhi / Aśvaghoṣa         | 阿那菩提 / Ānàpútí           | Mã Minh                       | Anabotei        | 마명 / Mamyŏng         |
| 13 | Kapimala                     | 迦毘摩羅 / Jiāpímóluó        | Ca-tỳ-ma-la                   | Kabimara        | 가비마라 / Kabimara    |
| 14 | Nāgārjuna                    | 龍樹 / Lóngshù               | Long Thụ                      | Ryusho          | 용수 / Yongsu          |
| 15 | Kānadeva                     | 迦那提婆 / Jiānàtípó         | Ca-na-đề-bà                   | Kanadaiba       | 가나제바 / Kanajeba    |
| 16 | Rāhulata                     | 羅睺羅多 / Luóhóuluóduō      | La-hầu-la-đa                  | Ragorata        | 라후라다 / Rahurada    |
|    | Pingala Suryasoma Kumarajiva | . 鳩摩羅什 / Jiūmóluóshí     | . Cưu-ma-la-thập              | . 鳩摩羅什      | . 쿠마라지바           |
| 17 | Sanghānandi                  | 僧伽難提 / Sēngqiénántí      | Tăng-già-nan-đề               | Sōgyanandai     | 승가난제 / Sŭngsananje |
| 18 | Sanghayaśas                  | 僧伽舍多 / Sēngqiéshèduō     | Tăng-già-da-xá                | Sogyayasha      | 가야사다 / Kayasada    |
| 19 | Kumārata                     | 鳩摩羅多 / Jiūmóluóduō       | Cưu-ma-la-đa                  | Kumarada        | 구마라다 / Kumarada    |
| 20 | Śayata                       | 闍夜多 / Shéyèduō            | Xà-dạ-đa                      | Jayana          | 사야다 / Sayada        |
| 21 | Vasubandhu                   | 世親 / Shìqīn                | Thế Thân                      | Bashyubanzu     | 바수반두 / Pasubandu   |
| 22 | Manorhita                    | 摩拏羅 / Mónáluó             | Ma-noa-la                     | Manura          | 마나라 / Manara        |
| 23 | Haklenayaśas                 | 鶴勒夜那夜者 / Hèlèyènàyèzhě | Hạc-lặc-na                    | Kakurokuyasha   | 학륵나 / Haklŭkna      |
| 24 | Simhabodhi                   | 師子菩提 / Shīzǐpútí         | Sư-tử-bồ-đề                   | Shishibodai     | 사자 / Saja            |
| 25 | Vasiasita                    | 婆舍斯多 / Póshèsīduō        | Bà-xá-tư-đa                   | Bashashita      | 바사사다 / Pasasada    |
| 26 | Punyamitra                   | 不如密多 / Bùrúmìduō         | Bất-như-mật-đa                | Funamitta       | 불여밀다 / Punyŏmilta  |
| 27 | Prajñātāra                   | 般若多羅 / Bānruòduōluó      | Bát-nhã-đa-la                 | Hannyatara      | 반야다라 / Panyadara   |
| 28 | धर्म / Dharma                 | 達磨 / Dámó                  | Đạt-Ma                        | だるま / Daruma | 달마 / Dalma           |

### Thiền sư Trung Quốc

#### Sáu vị Tổ đầu tiên và những môn đệ kế thừa
1. Bồ-đề-đạt-ma (zh. 菩提達磨, sa. bodhidharma)
2. Huệ Khả (zh. huìkě 慧可) 487-593
3. Tăng Xán (zh. sēngcàn 僧璨, ja. sōsan) ?-606
  - Tì-ni-đa-lưu-chi hoặc Diệt Hỉ (zh. 毘尼多流支 hoặc 滅喜, sa. vinītaruci), ?~594, Thiền tông du nhập Việt Nam, Diệt Hỉ Thiền phái (滅喜禪派).
4. Đạo Tín (zh. dàoxìn 道信, ja. dōshin) 580-651
  - Pháp Dung 法融 (Hōyū) 594-657
    - Trí Nham 智巖 (Chigan) 600-677
      - Huệ Phương 慧方 (Ehō) 629-695
        - Pháp Trì 法持 (Hōji) 635-702
          - Trí Oai 智威 (Chii) 646-722
            - Huệ Trung 慧忠 (Echū) 683-769
            - Huyền Tố 玄素 (Genso) 
              - Kính Sơn Đạo Khâm 徑山道欽 (Kinzan Dōkin) 714-792
5. Hoằng Nhẫn, Hongren 弘忍 (Kōnin) 601-674
  - Thần Tú, Shénxiù 神秀 (Jinshū) um 605-706, Gründung der Nordschule
    - Nghĩa Phúc, Yìfú 義福 (Gifuku) 658-736
    - Phổ Tịch, Pǔjì 普寂 (Fujaku) 651-739
      - Đạo Tuyền, Dàoxuán 道璿 (Dōsen) 702-760
      - Nam Nhạc Minh Toàn 南嶽明瓚 (Nangaku Myōsan)

  - Trí Sân, Zhìshēn 智詵 (Chisen) 609-702, 
    - Xử Tịch, Chùjì 處寂 (Shojaku) 648-734
      - Vô Tướng, Wúxiàng 無相 (Musō) 684-762
        - Vô Trụ, Wúzhù 無住 (Mujū) 714-774
6. Huệ Năng, Huineng 慧能 (Daikan Enō) 638-713, Gründung der Südschule
  - Hà Trạch Thần Hội, Hézé Shénhuǐ 荷澤神會 (Kataku Jinne) 670-762, 
    - Ngũ Đài Vô Danh, Wǔtái Wúmíng 五臺無名 (Godai Mumyō) 722-793
    - ?
      - ?
        - Toại Châu Đạo Viên, Suìzhōu Dàoyuán 遂州道圓 (Suishū Dōen)
        - Khuê Phong Tông Mật, Guīfēng Zōngmì 圭峰宗密 (jap. Keihō Shūmitsu)

  - Vĩnh Gia Huyền Giác, Yǒngjiā Xuánjué 永嘉玄覺 (Yōka Genkaku) 665-713
  - Nam Dương Huệ Trung, Nanyang Huizhong 南陽慧忠 (Nanyō Echū) 675-775
    - Đam Nguyên Ứng Chân, Danyuan Yingzhen 耽源應真 (Tangen Ōshin)

  - Thanh Nguyên Hành Tư, Qingyuan Xingsi 青原行思 (Seigen Gyōshi) 660-740
    - Thạch Đầu Hi Thiên, Shitou Xiqian 石頭希遷 (Sekitō Kisen) 700-790
      - Dược Sơn Duy Nhiễm, Yàoshan Weiyan 藥山惟儼 (Yakusan Igen) 745-828
        - Vân Nham Đàm Thịnh, Yunyan Tansheng 雲儼曇晟 (Ungan Donjō) 780-841
          - Động Sơn Lương Giới, Dongshan Liangjie 洞山良价 (Tōzan Ryōkai) 807-869, khai sáng Tông Tào Động, Soto Zen

        - Đạo Ngô Viên Trí, Daowu Yuanzhi 道吾圓智 (Dōgo Enchi) 769-835
          - Thạch Sương Khánh Chư, Shishuang Qingzhu 石霜慶諸 (Sekisō Keisho) 807-888
            - Trương Chuyết Tú Tài, Zhangzhuo Xiucai 張拙秀才 (Chōsetsu Shūsai)

      - Thiên Hoàng Đạo Ngộ, Tianhuang Daowu 天皇道悟 (Tennō Dōgo) 748-807
        - Long Đàm Sùng Tín, Longtan Chongxin 龍潭崇信 (Ryōtan Sūshin)
          - Đức Sơn Tuyên Giám, Deshan Xuanjian 德山宣鑑 (Tokusan Senkan) 782-865
            - Nham Đầu Toàn Hoát, Yantou Quanhuo 巖頭全豁 (Gantō Zenkatsu) 828-887
              - Thúy Nham Sư Ngạn, Ruiyan Shiyan 瑞巖師彥 (Zuigan Shigen)

            - Tuyết Phong Nghĩa Tồn, Xuefeng Yicun 雪峰義存 (Seppō Gison) 822-908
              - Vân Môn Văn Yến, Yunmen Wenyan 雲門文偃 (Ummon Bun'en) 864-949, khai sáng Vân Môn Tông.
              - Huyền Sa Sư Bị, Xuansha Shibei 玄沙師備 (Gensha Shibi) 835-908
                - La Hán Quế Sâm, Luohan Guichen 羅漢桂琛 (Rakan Keijin) 867-928
                  - Pháp Nhãn Văn Ích, Fayan Wenyi 法眼文益 (Hōgen Bun'eki) 885-958, khai sáng Pháp Nhãn Tông.

  - Nam Nhạc Hoài Nhượng, Nanyue Huairang 南嶽懷讓 (Nangaku Ejō) 677-744, Zweite Hauptlinie der Tang-Zeit
    - Mã Tổ Đạo Nhất, Mazu Daoyi 馬祖道一 (Baso Dōitsu) 709-788
      - Bá Trượng Hoài Hải, Baizhang Huaihai 百丈懷海 (Hyakujō Ekai) 720-814
        - Hoàng Bá Hi Vận, Huangbo Xiyuan 黃蘗希運 (Huangbo, (Ōbaku Kiun)) ?-850
          - Lâm Tế Nghĩa Huyền, Linji Yixuan 臨濟義玄 Linji, (Rinzai Gigen) ?-866, sáng lập Lâm Tế Tông.

        - Quy Sơn Linh Hựu, Guishan Lingyou 潙山靈祐 (Isan Reiyū) 771-853, sáng lập Quy Ngưỡng Tông.
        - Wúyántōng, vi. Vô Ngôn Thông 無言通 (auch Bất Ngôn Thông 不言通), ?~826, sáng lập Thiền phái Vô Ngôn Thông tại Việt Nam.

      - Nam Tuyền Phổ Nguyện, Nanquan Puyuan 南泉普願 (Nansen Fugan) 748-835
        - Trường Sa Cảnh Sầm, Changsha Jingcen 長沙景岑 (Chōsha Keijin) ?-868
        - Triệu Châu Tùng Thẩm, Zhaozhou Congshen 趙州從諗 (Jōshū Jūshin) 778-897

      - Đại Mai Pháp Thường, Damei Fachang 大梅法常 (Daibai Hōjō) 752-839
        - Hàng Châu Thiên Long 杭州天龍 (Kōshū Tenryū)
          - Trưởng lão Câu Chi 俱胝 (Gutei)

#### Ngũ gia thất tông

##### Quy Ngưỡng tông
- Quy Sơn Linh Hựu, Guishan Lingyou 潙山靈祐 (Isan Reiyū) 771-853
  - Xiangyan Zhixian 香嚴智閑 (Kyōgen Chikan) ?-898
  - Yangshan Huiji 仰山慧寂 (Kyōzan Ejaku) 807-883
    - Nanta Guangyong 南塔光涌 (Nantō Kōyū) 850-938
      - Bajiao Huiqing 芭蕉慧清 (Bashō Esei)
        - Xingyang Qingyang 興陽清讓 (Kōyō Shinjō)

##### Lâm Tế tông
- Linji Yixuan 臨濟義玄 (Rinzai Gigen) ?-866
  - Sansheng Huiran 三聖慧然
  - Xinghua Cunjiang 興化存獎 (Kōke Zonshō) 830-888
    - Nanyuan Huiyong 南院慧顒 (Nan'in Egyō) ?-930
      - Fengxue Yanzhao 風穴延沼 (Fuketsu Enshō) 896-973
        - Shoushan Shengnian 首山省念 (Shuzan Shōnen) 926-993
          - Fenyang Shanzhao 汾陽善昭 (Fun'yo Zenshō) 942-1024
            - Shishuang Chuyuan 石霜楚圓 (Sekisō Soen) 986-1039
              - Yangqi Fanghui 楊岐方會 (Yōgi Hōe) 992-1049 Gründung der Yōgi-Schule
                - Baiyun Shouduan 白雲守端 (Hakuun Shutan) 1025-1072
                  - Wuzu Fayan 五祖法演 (Goso Hōen) 1024?-1104
                    - Kaifu Daoning 開福道寧 (Kaifuku Dōnei)
                      - Yuehan Shanguo 月菴善果 (Gettan Zenka)
                        - Laoan Zudeng 老衲祖燈 (Rōnō Sotō)
                          - Yuelin Shiguan 月林師觀 (Gatsurin Shikan) 1143-1217
                            - Wumen Huikai 無門慧開 (Mumon Ekai) 1183-1260 Verfasser des Mumonkan
                              - Xindi Juexin 心地覺心

                    - Yuanwu Keqin 圓悟克勤 (Engo Kokugon) 1063-1135 Verfasser des Hekiganroku
                      - Huguo Jingyuan 護國景元 (Gokoku Keigen)
                        - Huoan Shiti 或菴師體 (Wakuan Shitai) 1108-1179

                      - Huqiu Shaolong 虎丘紹隆 (Kukyū Jōryū) 1077-1136
                        - Yingan Tanhua 應庵曇華 (Ōan Donge) 1103-1163
                          - Mian Xianjie 密庵咸傑 (Mittan Kanketsu) 1118-1186
                            - Songyuan Chongyue 松源崇嶽 (Shōgen Sūgaku) 1139-1209
                              - Wuming Huixing 無明慧性 (Mumyō Eshō)
                                - Lanxi Daolong 蘭溪道隆 (Rankei Dōryū/Daikaku) 1213-1278

                              - Yunan Puyan 運庵普巖 (Un'an Fugan) 1156-1226
                                - Xutang Zhiyu 虛堂智愚 (Kidō Chigu) 1185-1269
                                  - (jap.) Nampo Jōmyō 南浦紹明 (Daiō Kokushi 大應國師) 1235-1309

                            - Poan Zuxian 破庵祖先 (Hoan Sosen) 1136-1211
                              - Wuzhun Shifan 無準師範 (Bushun Shihan) 1177-1249
                                - Wuxue Zuyuan 無學祖元 (Mugaku Sogen) 1226-1286
                                - Enni Benen 圓爾辨圓 (Shōichi Kokushi) 1201-1280
                                - Xueyan Zuqin 雪巖祖欽 (Setsugan Sokin)
                                  - Gaofeng Yuanmiao 高峰原妙 (Kōhō Gemmyō) 1238-1295
                                    - Zhongfeng Mingben 中峰明本 (Chūhō Myōhon) 1263-1323

                      - Dahui Zonggao 大慧宗杲 (Daie Sōkō) 1089-1163
                        - Fozhao Deguang 佛照德光 (Busshō Tokkō) 1121-1203
                          - Jingshan Ruyan (Kinzan Nyoen) ?-1125
                            - Huiyan Zhizhao (Maigan Chishō)

                          - Pojian Jujian 北磵居簡 (Hokkan Kokan) 1164-1246
                            - Wuchu Daguan 物初大觀 (Busso Daikan) 1201-1268

              - Huanglong Huinan 黃龍慧南 (Ōryō E'nan) 1002-1069 Gründung der Ōryo-Schule
                - Yungai Shouzhi 雲蓋守智 (Ungai Shichi) 1025-1115
                - Baofeng Kewen 寶峰克文 (Hōbō Kokumon) 1025-1102
                  - Doushuai Congyue 兜率從悅 (Tosotsu Jūetsu) 1044-1091

                - Huitang Zuxin 晦堂祖心 (Maidō Soshin) 1025-1100
                  - Sixin Wuxin 死心悟新 (Shishin Goshin) 1044-1115
                    - 
                      - 
                        - 
                          - 
                            - 
                              - Xuan Huaichang 虛庵懷敞 (Kian Esho)
                                - Eisai 明菴栄西 1141-1215

##### Tào Động tông
- Dongshan Liangjie 洞山良价 (Tōzan Ryōkai) Động Sơn Lương Giới 807-869
  - Yuezhou ganfeng 越州乾峰 (Esshū Kempō)
  - Caoshan Benji 曹山本寂 (Sōzan Honjaku) 840-901
  - Yunju Daoying 雲居道膺 (Ungo Dōyō) ?-902
    - Tongan Daopi 同安道丕
      - Tongan Guanzhi 同安觀志
        - Liangshan Yuanguan 梁山緣觀
          - Dayang Jingxuan 大陽警玄 943-1027
            - Touzi Yiqing 投子義青 1032-1083
              - Furong Daokai 芙蓉道楷 1043-1118
                - Lumen Zijue 鹿門自覺 ?-1117
                - Danxia Zichun 丹霞子淳 (Tanka Shijun) 1064-1119
                  - Hongzhi Zhengjue 宏智正覺 1091-1157
                    - Zide Huihui 1097-1183

                  - Zhenxie Qingliao 真歇清了 1090-1151
                    - Tiantong Zongjue 天童宗珏 1091-1162
                      - Xuedou Zhijian 雪竇智鑑 1105-1192
                        - Tiantong Rujing 天童如淨 (Tendō Nyojō) 1162-1228
                          - Dōgen Kigen 道元 (chin. Dao-yuan) Huyền Hi Đạo Nguyên1200-1253
                          - Jakuen 寂円 (ch. Chi-yüan) 1207-1299

##### Vân Môn tông
- Vân Môn Văn Yển (zh. yunmen wenyan 雲門文偃, ja. ummon bun'en) 864-949
  - Đức Sơn Duyên Mật (zh. deshan yuanmi 德山緣密, ja. tokusan emmitsu)
  - Động Sơn Thủ Sơ (zh. dongshan shouchu 洞山守初, ja. tōsan shusho)
  - Hương Lâm Trừng Viễn (zh. xiānglín chengyuăn 香林澄遠, ja. kyōrin chōon)
    - Trí Môn Quang Tộ (zh. zhimen guangzu 智門光祚, ja. chimon kōso) ?-1031
      - Tuyết Đậu Trọng Hiển (zh. xuedou chongxian 雪竇重顯, ja. setchō jūken) 980-1052, tác giả của Bích nham lục

##### Pháp Nhãn tông
- Pháp Nhãn Văn Ích (zh. fayan wenyi, 法眼文益, ja. hōgen bun'eki) 885-958
  - Thiên Thai Đức Thiều (zh. tiāntāi désháo 天台德韶, ja. tendai tokushō) 891-972
    - Vĩnh Minh Diên Thọ (zh. yongming yanshou 永明延壽, ja. yōmyō enju) 904-975

### Thiền sư Việt Nam
- Khương Tăng Hội, Mâu Tử

Thiền phái Tì-ni-đa-lưu-chi
- Pháp Hiền, Huệ Nghiêm, Thanh Biện
- Định Không, Đinh La Quý, Vô Ngại
- Pháp Thuận, Thiền Ông, Sùng Phạm
- Ma Ha, Pháp Bảo, Vạn Hạnh
- Định Huệ, Đạo Hạnh, Trì Bát
- Thuần Chân, Đạo Pháp, Huệ Sinh
- Minh Không, Bản Tịch, Thiền Nham
- Quảng Phúc, Khánh Hỉ, Giới Không
- Pháp Dung, Thảo Nhất, Trí Thiền
- Đạo Lâm, Chân Không, Tịnh Thiền
- Diệu Nhân, Viên Học, Viên Thông,
- Y Sơn

Thiền phái Vô Ngôn Thông
- Cảm Thành, Thiện Hội, Vân Phong
- Khuông Việt, Đa Bảo, Định Hương
- Thiền Lão, Viên Chiếu, Cứu Chỉ
- Bảo Tính, Minh Tâm, Quảng Trí
- Lý Thái Tông, Thông Biện, Đa Vân
- Mãn Giác, Ngộ Ấn, Biện Tài
- Đạo Huệ, Bảo Giám, Không Lộ
- Bản Tịnh, Bảo Giác, Viên Trí
- Giác Hải, Trí Thiền, Tịnh Giới
- Tịnh Không, Đại Xả, Tín Học
- Trường Nguyên, Tĩnh Lực, Trí Bảo
- Minh Trí, Quảng Nghiêm, Thường Chiếu
- Trí Thông, Thần Nghi, Thông Thiền
- Hiện Quang, Tức Lự, Ứng Thuận

Thiền phái Thảo Đường
- Lý Thánh Tông, Bát Nhã, Ngộ Xá
- Ngô Ích, Hoằng Minh, Không Lộ, Định Giác
- Đỗ Anh Vũ, Phạm Âm, Lý Anh Tông, Đạt Mạn
- Trương Tam Tạng, Chân Huyền, Đỗ Thường
- Hải Tịnh, Lý Cao Tông, Nguyễn Thức, Phạm Phụng Ngự

Thiền phái Trúc Lâm Yên Tử
- Thông Thiền, Nhật Thiển, Tức Lự
- Chí Nhàn, Ứng Thuận, Tiêu Dao
- Tuệ Trung Thượng sĩ, Trần Thái Tông
- Trần Nhân Tông, Thạch Kim
- Pháp Loa, Hương Sơn, Pháp Cổ
- Huyền Quang, Cảnh Huy, Quế Đường
- Hương Hải

## Trung quán tông & Tam luận tông (三論宗) của Cưu-ma-la-thập (Kumārajīva)
- Kumārajīva 鳩摩羅什, 343-413
  - Sengsong 僧嵩, (北魏僧)
    - Sengyuan 僧淵, 414-481
      - Fadu 法度, 437-500
        - Senglang 僧朗
          - Sengchuan 
            - Jicang 吉藏, 549-623

  - Daosheng 道生, 355-434
  - Daoheng 道恒, 346-417
  - Tanying 曇影
  - Faqin 法欽
  - Tanwucheng 曇無成 (南朝劉宋時代僧)
  - Sengzhao 僧肇, 384-414
  - Sengrui 僧睿
  - Huiguan 慧觀
  - Sengyan 慧嚴, 363-443
  - Daorong 道融, 372-445
  - Sengquan 僧詮, (南朝梁代三論宗僧)
  - Senglang 僧朗
  - Sengqi 僧契
  - Sengqian 僧遷, (後秦時代僧)
  - Sengdao 僧導, 362-457

## Liên kết
- Thiền tông hệ phả của Pháp sư Huệ Không Thánh Nghiêm 慧空聖嚴 1930-
- http://www.goldsummitmonastery.org/gsm/patriarchs.shtml Lưu trữ ngày 23 tháng 10 năm 2005 tại Wayback Machine
- http://www.glasgowzen.org/lineage.html Lưu trữ ngày 14 tháng 3 năm 2006 tại Wayback Machine
- http://westernchanfellowship.org/lineage-chart.html
- http://en.wikipedia.org/wiki/Template:Zen_Lineage_28_Patriarchs